# Ганапепе (Гаваї)
Ганапепе (англ. Hanapepe) — переписна місцевість (CDP) в США, в окрузі Кауаї штату Гаваї. Населення — 2678 осіб (2020).

## Географія
Ганапепе розташований за координатами 21°54′47″ пн. ш. 159°35′18″ зх. д. / 21.91306° пн. ш. 159.58833° зх. д. (21.913187, -159.588201).  За даними Бюро перепису населення США в 2010 році переписна місцевість мала площу 2,64 км², з яких 2,39 км² — суходіл та 0,25 км² — водойми.

## Демографія
Згідно з переписом 2010 року, у переписній місцевості мешкало 2638 осіб у 868 домогосподарствах у складі 643 родин. Густота населення становила 999 осіб/км².  Було 934 помешкання (354/км²).
Расовий склад населення:
| - 43,4 % — азіатів - 16,8 % — білих - 10,0 % — вихідців з тихоокеанських островів - 0,3 % — корінних американців - 0,1 % — чорних або афроамериканців |

До двох чи більше рас належало 29,0 %. Частка іспаномовних становила 8,9 % від усіх жителів.
За віковим діапазоном населення розподілялося таким чином: 24,1 % — особи молодші 18 років, 62,4 % — особи у віці 18—64 років, 13,5 % — особи у віці 65 років та старші. Медіана віку мешканця становила 39,4 року. На 100 осіб жіночої статі у переписній місцевості припадало 107,1 чоловіків;  на 100 жінок у віці від 18 років та старших — 104,3 чоловіків також старших 18 років.
Середній дохід на одне домашнє господарство  становив 82 863 долари США (медіана — 75 000), а середній дохід на одну сім'ю — 91 831 долар (медіана — 84 145). Медіана доходів становила 45 735 доларів для чоловіків та 36 116 доларів для жінок. За межею бідності перебувало 4,4 % осіб, у тому числі 1,2 % дітей у віці до 18 років та 7,1 % осіб у віці 65 років та старших.
Цивільне працевлаштоване населення становило 1610 осіб. Основні галузі зайнятості: мистецтво, розваги та відпочинок — 23,2 %, освіта, охорона здоров'я та соціальна допомога — 17,1 %, роздрібна торгівля — 15,7 %.